# Papirus 28
Papirus 28 (według numeracji Gregory-Aland), oznaczany symbolem {\displaystyle {\mathfrak {P}}^{28}} – grecki rękopis Nowego Testamentu pisany na papirusie, w formie kodeksu. Paleograficznie datowany jest na III wiek. Zawiera niewielkie fragmenty Ewangelii Jana.

## Opis
Zachowały się jedynie fragmenty kodeksu z tekstem Ewangelii Jana 6,8-12.17-22. Oryginalne karty kodeksu miały rozmiar 13 na 20 cm. Tekst pisany jest semi-uncjałą, 25 linijek na stronę. Charakter pisma jest podobny do Papirusu Oxyrhynchus 1358. Rękopis zawiera błędy mimo iż sporządzony został przez zawodowego skrybę.

## Tekst
Tekst grecki rękopisu Kurt Aland opisał jako "normalny tekst" i zaklasyfikował go do kategorii I;. Tekst bliski jest dla {\displaystyle {\mathfrak {P}}^{75}} (zgodność 7 na 10). Według Grenfella i Hunta tekstualnie bliższy jest Kodeksowi Watykańskiemu niż Kodeksowi Synajskiemu.
W Ewangelii Jana 6,10 przekazuje warianty: πεντακισ]χιλειοι, ελεβεν zamiast ελαβεν, w 6,19 ενγυς zamiast εγγυς, w 6,20 φοβεισθαι zamiast φοβεισθε, w 6,22 ιδεν zamiast ειδεν.

## Historia
Rękopis odkryty został w Oksyrynchos przez Grenfella i Hunta, którzy opublikowali jego tekst w 1919 roku. Na liście rękopisów znalezionych w Oxyrhynchus znajduje się na pozycji 1596. Ernst von Dobschütz umieścił go na liście rękopisów Nowego Testamentu, w grupie papirusów, dając mu numer 28.
Aland datował go na III wiek, Comfort na koniec III wieku.
Obecnie przechowywany jest w bibliotece Pacific School of Religion (Pap. 2) w Berkeley (Kalifornia).